# Mạt bụi nhà
Mạt nhà là một loài mạt thuộc lớp Hình nhện, kích thước rất nhỏ khoảng 1/4 mm, mắt thường con người không thể nhìn thấy được.

## Đặc điểm sinh học

### Môi trường sống
Mạt nhà kích thước khoảng 1/4 mm, hay thường sống trong chủ yếu trong bụi nhà, và những nơi như kho lương thực, nhà bếp đặc biệt là giường ngủ, trên chăn màn chiếu gối, nệm, thảm len, đồ vải, màn che, ghế, nệm thảm và những đồ chơi trẻ em có lông (thú bông, thú nhồi bông...). Một chiếc nệm có thể chứa đến 2 triệu con mạt nhà. Ngoài ra mạt nhà cũng hay gặp ở những nơi thiếu vệ sinh hoặc ở nơi sống tập thể, không giặt giũ thường xuyên chăn mền, ga trải giường...

### Sinh sống
Mạt nhà sinh sống bằng lớp da bong của vảy người và thực phẩm mốc meo, ở nhiệt độ 25-30 oC và độ ẩm khoảng 75%-85% rất thuận lợi cho mạt nhà sinh sản. Một con mạt nhà có thể cho ra 20 hạt phân mỗi ngày và đây mới chính là nguyên nhân gây ra phản ứng dị ứng. Phân của mạt nhà rất nhỏ và nhẹ hơn bụi nhà, bay lơ lửng trong không khí, nên mọi người dễ dàng hít vào trong phổi gây cơn hen suyễn cho người khi hít phải, nhất là ở trẻ em.

## Đối với con người

### Tác hại
Mạt nhà là tác nhân gây ra phần lớn trường hợp bị dị ứng, đặc biệt là dị ứng da như nổi mẩn đỏ, sưng tấy, ngứa ngáy...
Mạt nhà chủ yếu gây dị ứng ở mắt (ngứa mắt, đỏ mắt, chảy nước mắt, châm chích trong mắt...) ở mũi (ngứa mũi, chảy mũi, nghẹt mũi, hắt hơi hàng loạt...) gây ra hen phế quản (khó thở khi thở ra, ho, rối loạn thở khi ngủ hoặc khi gắng sức, khò khè, thở rít...), bệnh chàm (eczema), ban đỏ, mụn nước, mẩn ngứa... ở má, nếp gấp, cùi chỏ, khuỷu tay..., nó còn gây ra mề đay, vết thương do mạt cắn thường sưng đỏ, ngứa, nổi bóng nước. Để lâu có thể bị bội nhiễm do gãi.

### Phòng tránh
Không thể tiêu diệt hoàn toàn con mạt nhà tuy nhiên, việc vệ sinh nhà ở, chủ yếu trong phòng ngủ là cách hữu hiệu nhất nhằm giảm thiểu tác động của chúng. Để phòng bệnh do mạt nhà gây ra cần thực hiện:
- Tránh màn che, đồ chơi có lông, thảm, vải trải giường...
- Thường xuyên giặt đồ ngủ trong phòng và phơi nắng một lần/tuần
- Phòng ngủ nên thiết kế thoáng khí, có ánh mặt trời
- Bọc nhựa nệm, gối
- Hút bụi kỹ khắp nơi kể cả nệm, ghế salon 1 lần/tuần...

Khi bị cắn hoặc dị ứng,để chẩn đoán chính xác, bệnh nhân cần được bác sĩ chuyên khoa dị ứng khám bệnh để phát hiện dị nguyên liên quan.

## Hình ảnh

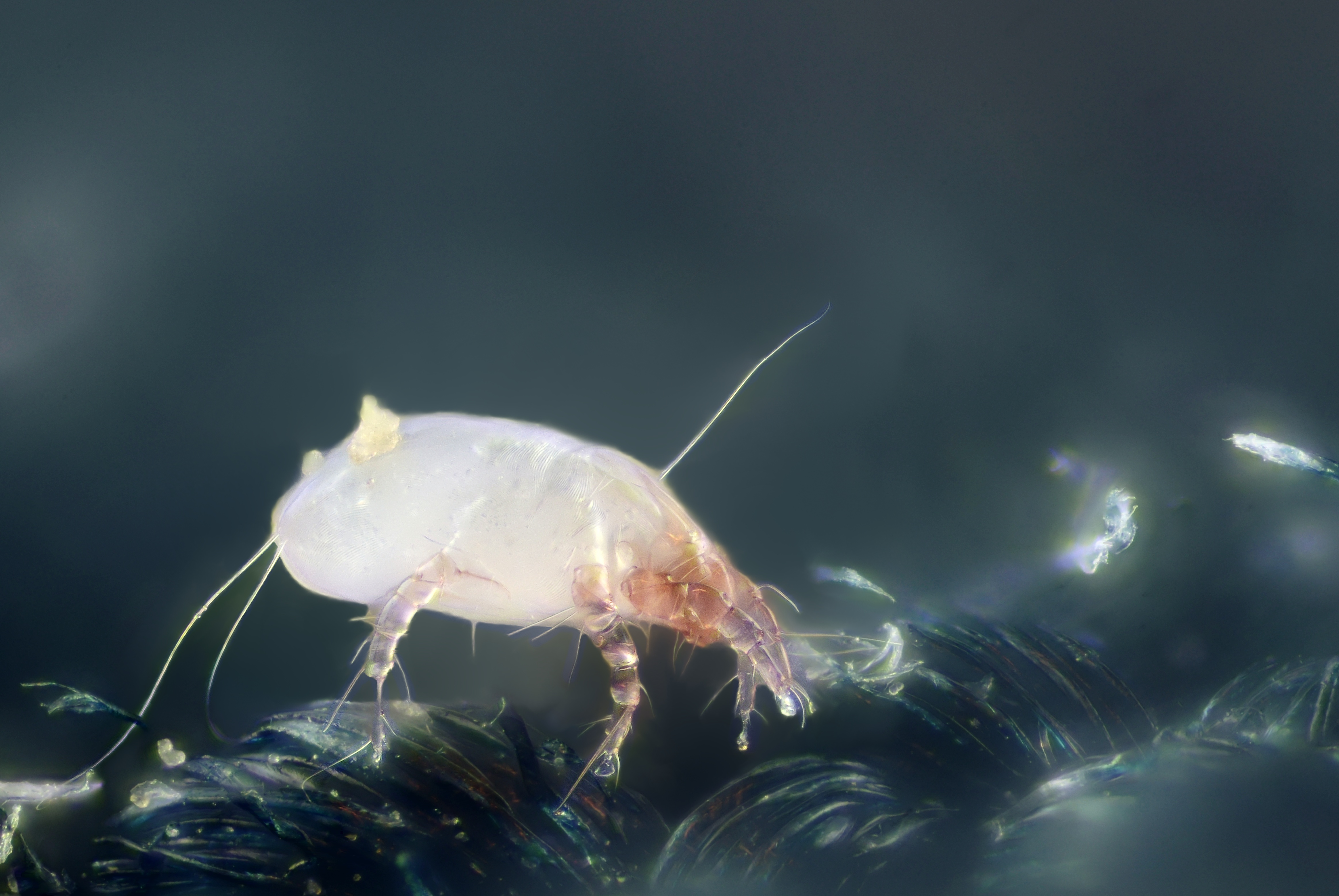
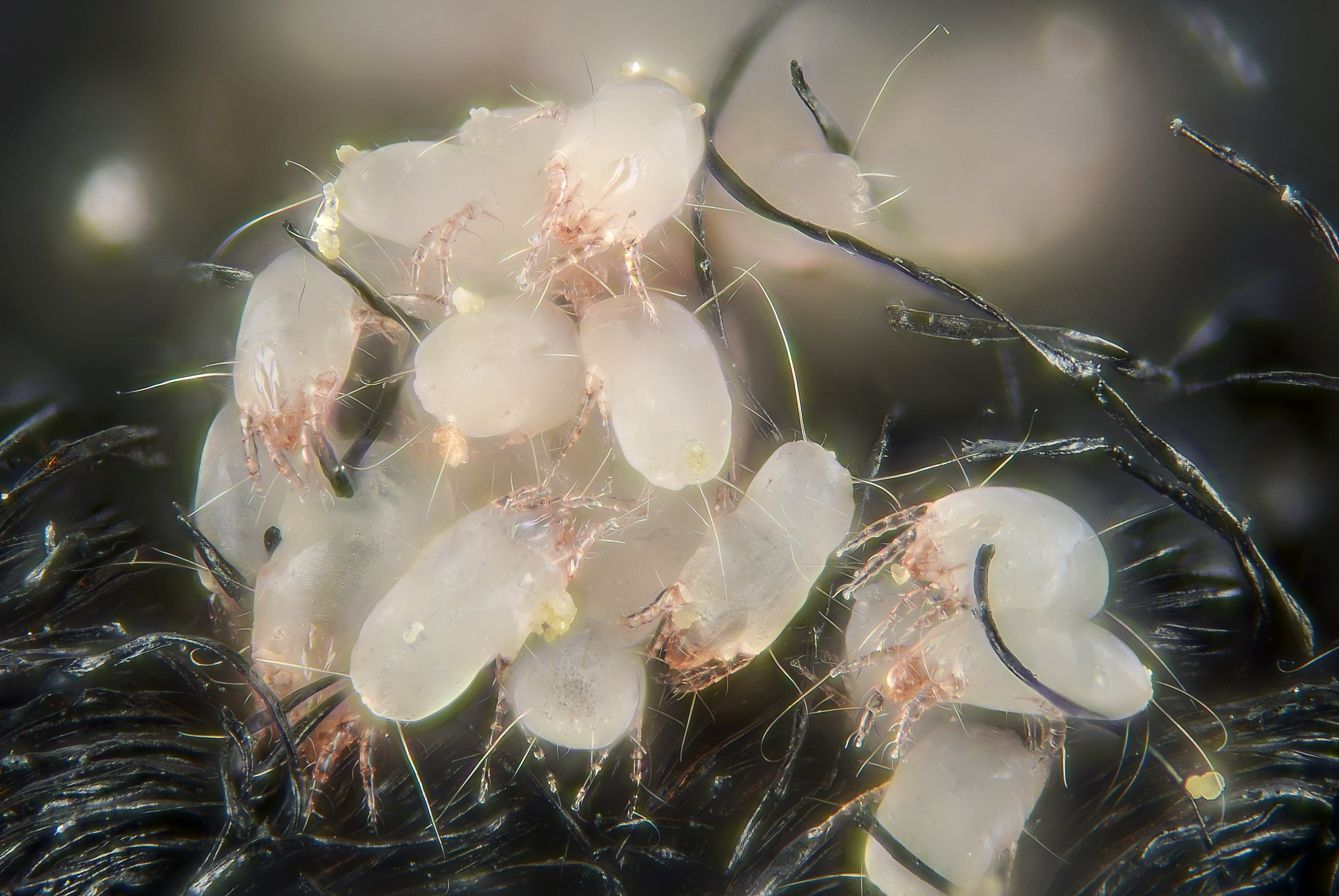
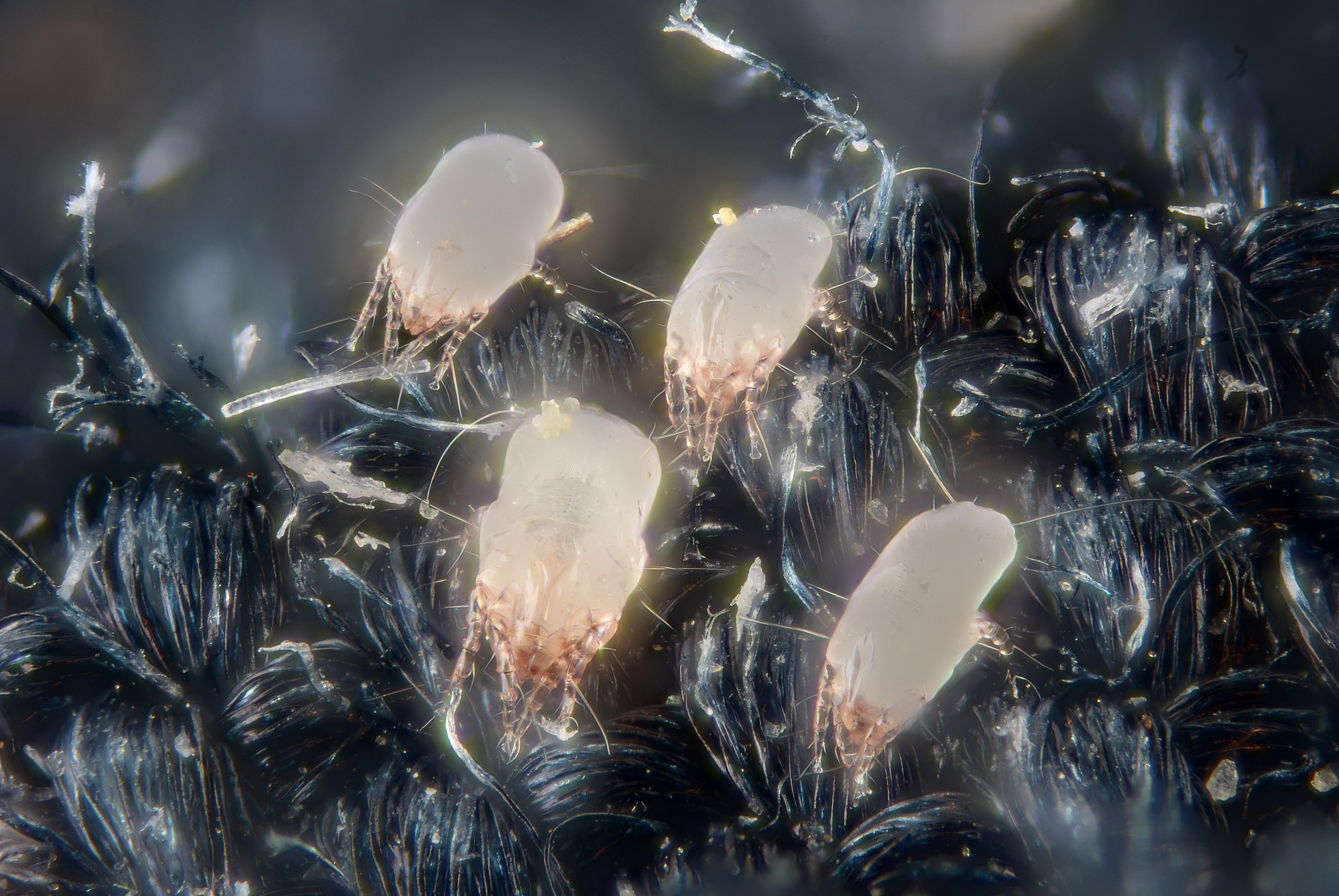
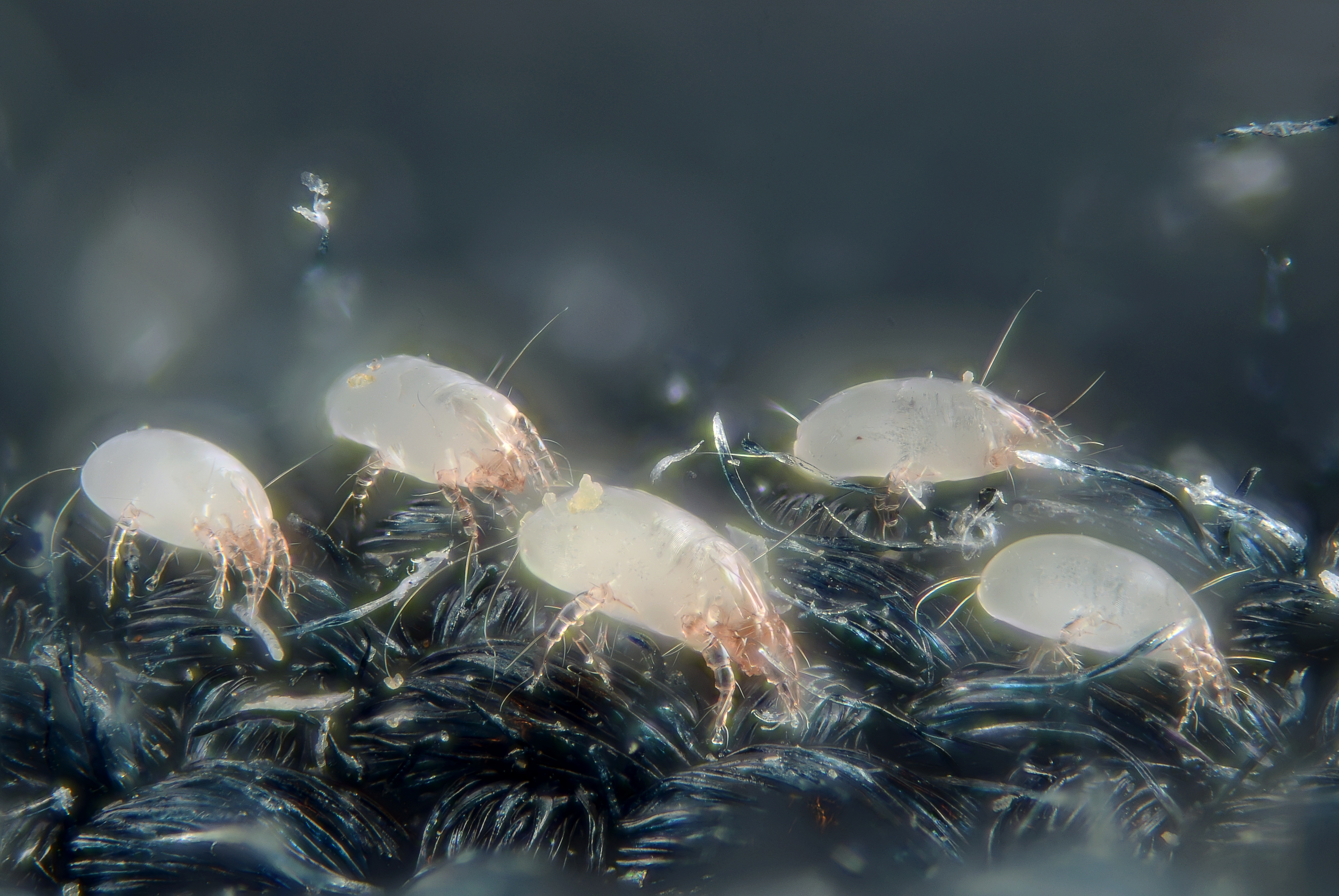